# Tańce polskie
Tańce polskie – dopowiedzenie Cypriana Kamila Norwida z 1852 do rozmowy z Wojciechem Grzymałą.

## O tekście
Tekst stanowi dopowiedzenie do jakiejś rozmowy Norwida z Wojciechem Grzymałą, którego poeta poznał zapewne u Fryderyka Chopina. Według Przesmyckiego uwagi o tańcach pochodzą z 1852. Tekstowi towarzyszył krótki dopisek, z którego wynikało, że Norwid napisał go z myślą o jakichś Francuzach, którzy mieli się z nim zapoznać za pośrednictwem Grzymały. Norwid tłumaczy się z użycia przykładów ze świata greckiego chęcią lepszego trafienia do adresatów. Utwór został opublikowany przez Zenona Przesmyckiego w 1937 w VI tomie Wszystkich pism po dziś w całości lub we fragmentach odszukanych  pod tytułem Cechy muzyki słowiańskiej.

## Treść
Na przykładzie starożytnej Grecji autor wyjaśnia, że u ludów nie scentralizowanych prowincjonalizmy rozwijają się w osobne postacie duchowe, jak porządkiː koryncki, joński i dorycki. W obecnych czasach, gdy sztuki plastyczne nie wypływają z potrzeb moralnych, twórczość ludów objawia się na polu muzyki. Jednocześnie zbija pogląd, wynikający z samej nazwy, wedle którego najbardziej typowym przejawem muzycznego ducha polskiego jest czeska polka. Za najoryginalniejszą kreację muzyczną uważa krakowiaka, którego główną cechą jest improwizowanie w tańcu dwóch wersów, przy czym pierwszy nie jest treściowo powiązany z drugim. Pierwszy jest zawsze poświęcony zewnętrznej naturze, drugi – wewnętrznym odczuciom. Wyższą od krakowiaka kreacją jest mazur, nie powiązany z pieśnią. Chopin podniósł go do godności symfonii i zamknął w postaci muzycznej. Z faktu, że daje się on wyrazić jednym rodzajem sztuki, wywodzi Norwid, że nie jest to już element prowincjonalny, ale wchodzący w skład harmonii ogólnonarodowej. Inaczej jest z dumką, która dotąd wyraża się tylko w pieśni. Po tym jak Zaleski podniósł ją do najwyższej możliwej potęgi, można ją pojmować albo historycznie jako utwór wieszcza (aojods) albo duchowo jako orficką pieśń wtajemniczenia (teletai). Koroną tańców jest polonez, taniec ogólnonarodowy łączący religijny rytm, powagą dorównujący epopei z poważną mimiką chórów. Przegląd tańców zamyka kozak, twór zupełnie jeszcze elementarny, zespolenie tańca, muzyki i pieśni w osobie jednego aktora.